# Puerto Rico en los Juegos Olímpicos de Londres 2012
Puerto Rico estuvo representado en los Juegos Olímpicos de Londres 2012, por una delegación de veinticinco deportistas que compitieron en ocho disciplinas deportivas. El atleta Javier Culson era el abanderado ceremonia de apertura.
Para Puerto Rico era la vigésimo segunda ocasión que asistía a la justa olímpica.

## Participación
En esta edición, Puerto Rico ganó medallas olímpicas en los deportes del atletismo y la lucha por primera vez en la historia. Las anteriores preseas habían sido logradas únicamente en el boxeo. Además, igualó el desempeño de Los Ángeles 1984 con dos medallas en el evento.

## Medallistas
| Medalla           | Nombre        | Deporte   | Evento                 | Fecha        |
| ----------------- | ------------- | --------- | ---------------------- | ------------ |
| Medalla de plata  | Jaime Espinal | Lucha     | 84 kg                  | 11 de agosto |
| Medalla de bronce | Javier Culson | Atletismo | 400 m vallas masculino | 6 de agosto  |

## Participantes por deporte
| N.º | Deporte      | Hombres | Mujeres | TOTAL |
| --- | ------------ | ------- | ------- | ----- |
| 1   | Atletismo    | 8       | 2       | 10    |
| 2   | Boxeo        | 5       |         | 5     |
| 3   | Gimnasia     | 1       | 1       | 2     |
| 4   | Halterofilia |         | 1       | 1     |
| 5   | Judo         |         | 1       | 1     |
| 6   | Lucha        | 3       |         | 3     |
| 7   | Natación     | 1       | 1       | 2     |
| 8   | Tiro         | 1       |         | 1     |
|     | Total        | 19      | 6       | 25    |

## Resumen de resultados
| Deporte         | Atleta           | Evento                                                                                                   | Resultado                                                                                |
| --------------- | ---------------- | --- | ---------------------------------------------------------------------------------------- |
| Atletismo       |                  | |                                                                                          |
| Eric Alejandro  | 400 m vallas     | Semifinales: 7.º en heat eliminatorio y 12.º en la clasificación general (49,15 s).                      |                                                                                          |
| Héctor Cotto    | 110 m vallas     | Ronda Preliminar: 8.º puesto en heat eliminatorio y 42.º en la clasificación general (14,08 s).          |                                                                                          |
| Javier Culson   | 400 m vallas     | Medalla de bronce (48,10 s).                                                                             |                                                                                          |
| Enrique Llanos  | 110 m vallas     | Ronda preliminar: no finalizó la competencia.                                                            |                                                                                          |
| Miguel López    | 100 m            | Ronda previa a semifinales: 5.º lugar en heat eliminatorio y 34.º en la clasificación general (10,31 s). |                                                                                          |
| Jamele Mason    | 400 m vallas     | Ronda preliminar: 5.º lugar en heat clasificatorio y 24.º en la clasificación general (49,89 s).         |                                                                                          |
| Beverly Ramos   | 3000 m stp.      | Ronda preliminar: 12.º puesto en heat eliminatorio y 35.ª en la clasificación general (9:55,26).         |                                                                                          |
| Carol Rodríguez | 400 m            | Semifinales: 6.º lugar en heat eliminatorio y 17.ª en la clasificación general (52,08 s).                |                                                                                          |
| Samuel Vásquez  | 1500 m           | Ronda preliminar: 14.º en heat y 40.º en la clasificación general (3:49,19).                             |                                                                                          |
| Wesley Vázquez  | 800 m            | Ronda preliminar: 4.º en heat eliminatorio y 19.º en la clasificación general (1:46,45).                 |                                                                                          |
| Boxeo           | Jeyvier Cintrón  | 52 kg | Vencido en cuartos de final.                                                             |
| Boxeo           | Enrique Collazo  | 75 kg | Vencido en ronda de 32.                                                                  |
| Boxeo           | Jantony Ortiz    | 49 kg | Vencido en ronda de 16.                                                                  |
| Boxeo           | Francisco Vargas | 64 kg | Vencido en ronda de 32.                                                                  |
| Boxeo           | Félix Verdejo    | 60 kg | Vencido en cuartos de final.                                                             |
| Gimnasia        | Lorena Quiñones  | Concurso completo                                                                                        | Ronda preliminar: 54.º lugar en clasificación general (puntuación 49.065).               |
| Gimnasia        | Tommy Ramos      | Anillas                                                                                                  | 6.º lugar de la competencia (puntuación 15.600).                                         |
| Halterofilia    | Lely Burgos      | 48 kg | 11.º lugar de la competencia (157 total kg).                                             |
| Judo            | Melissa Mojica   | +78 kg                                                                                                   | Vencida en ronda de 16.                                                                  |
| Lucha           | Jaime Espinal    | Libre, 84 kg                                                                                             | Medalla de plata.                                                                        |
| Lucha           | Franklin Gómez   | Libre, 60 kg                                                                                             | 15.º lugar de la clasificación general, acumuló cero victorias y dos derrotas.           |
| Lucha           | Francisco Soler  | Libre, 74 kg                                                                                             | 19.º lugar de la clasificación general, acumuló cero victorias y dos derrotas.           |
| Natación        | Vanessa García   | 50 m libre                                                                                               | Ronda preliminar: 4.ª en heat eliminatorio y 29.ª en la clasificación general (25,58 s). |
| Natación        | Raúl Martínez    | 200 m libre                                                                                              | Ronda preliminar: 6.º lugar en heat y 38.º en clasificación general (1:54,23).           |
| Tiro            | José Torres      | Doble foso                                                                                               | Ronda preliminar: 21.er lugar (126 platos).                                              |